# رجا فينكات
رجا فينكات (7 سبتمبر 1958 في الهند - ) هو لاعب كريكت هندي. لعب مع Bengal cricket team ‏.

## وصلات خارجية
- رجا فينكات على موقع إي آس بي آن كريك إنفو (الإنجليزية)